# Eugène Mathon
Pour les articles homonymes, voir Mathon.
Eugène Mathon, né le 21 décembre 1860 à Roubaix et mort le 23 novembre 1935 à Paris, est un industriel lainier et une personnalité marquante du mouvement patronal dans le Nord de la France.

## Biographie
Issu d'une famille de tradition textile, fils d'Henry Mathon, président de la Chambre de commerce de Roubaix, Eugène Mathon succède à son père à la tête de la société lainière Mathon-Dubrulle fondée en 1880. Il épouse en 1886 Louise Motte, fille de l'industriel Alfred Motte-Grimonprez et sœur d'Eugène Motte.
Il développe l'entreprise familiale, notamment en implantant des agences sur tous les continents (24 en Europe, 24 en Amériques, 4 en Asie, 4 en Australie et 3 en Afrique). Au début du XXe siècle, elle emploie environ 1500 salariés et possède une filature à Roubaix, une autre à Anor et un tissage à Tourcoing. Patron engagé, Eugène Mathon acquiert une influence considérable dans les milieux patronaux de la région. Fervent catholique, il défend une conception autoritaire et paternaliste de l'exercice de la fonction patronale, nécessaire ciment du corps social.
En 1917, il crée une association confessionnelle, Familia, dont le but est de « soutenir toutes les œuvres visant à améliorer le sort de la classe ouvrière et tendant à favoriser l’union du capital et du travail ». Deux ans plus tard, en 1919, il est à l'initiative de la fondation du Consortium de l'industrie textile de Roubaix-Tourcoing qui, pour la première fois, regroupe une large part du patronat textile, et dont la double fonction est de lutter contre le mouvement ouvrier et de gérer des œuvres sociales. À partir de 1921, le Consortium s’engage dans une politique d’affrontement « classe contre classe » dont la clé de voute est le refus de toute négociation sur les salaires. Adossé à une caisse d’assurance contre les grèves financée par un prélèvement sur les salaires, le Consortium apporte son appui au chef d'entreprise en cas de grève déclarée injustifiée en lui garantissant le cours des matières premières utilisées, en demandant aux usines non touchées par la grève de réaliser ses commandes et en lui versant une indemnité de grève. Ce dispositif explique la cohésion du mouvement patronal jusqu'au début des années 1930, au cours desquelles des dissidences commencent à se manifester. Proche de l'Action française, le Consortium prône un nouveau système économique fondé sur la corporation. En 1923, Mathon publie un ouvrage intitulé La corporation, base de la représentation des intérêts où il expose sa conception de l’organisation du régime corporatiste, convaincu qu'elle est la seule solution pour échapper à la crise économique, à la lutte des classes et à l’étatisme. Il pose comme principe que s« seuls les patrons doivent diriger la corporation économique » ou encore que « l’État devra borner son intervention au rôle de conseil, de tuteur et d'arbitre  », ce qui l'éloigne d'une autre version du corporatisme, plus favorable à l'intervention de l’État et aux droits des salariés.
Eugène Mathon a été président du tribunal de commerce de Roubaix de 1908 à 1911, président du comité d’initiative de l’Exposition internationale du Nord de la France de 1911, président du syndicat des fabricants de tissus de 1912 à 1932 et président du Comité central de la laine qu’il fonde en 1922.

## L'affaire Mathon
La position du Consortium, qui refuse tout compromis face aux revendications ouvrières, s’accompagne d’une lutte impitoyable contre les syndicats chrétiens qui paraissent d’autant plus dangereux qu’ils proposent des solutions réformistes (conventions collectives, arbitrage, intervention de l’Etat) et sont prêts à des concessions. Ils sont en outre soutenus par une partie de l’Eglise et nombre de patrons catholiques sont disposés à discuter avec eux. Pour faire pièce à son développement, Mathon adresse à la Congrégation du Concile deux rapports, le premier en décembre 1923, le second en août 1924, où il expose les causes du conflit opposant le Consortium aux syndicats libres et alerte le pape « sur les dangers de l’action syndicale chrétienne ». Diplomatique dans la forme, la réponse du cardinal Sbaretti publiée en 1929, déboute Mathon et le Consortium. Elle confirme le droit des ouvriers de former des syndicats indépendants ainsi que la légitimité de l’action des syndicats libres. Au total, non seulement Rome ne condamne pas les syndicats libres comme l’aurait souhaité Mathon, mais leur donne des conseils pour leur développement et demande au Consortium de les traiter avec équité et bienveillance.